# Hội chứng sợ bị người khác nhìn
Hội chứng sợ ánh nhìn, có tên khoa học là Scopophobia, scoptophobia, hoặc ophthalmophobia, là một rối loạn lo âu được đặc trưng bởi một nỗi sợ hãi về việc bị nhìn thấy hoặc bị nhìn chằm chằm bởi những người khác. Hội chứng sợ bị người khác nhìn cũng có thể được liên kết với một nỗi sợ bệnh lý của việc thu hút sự chú ý đến chính mình, khác với hội chứng sợ nhìn ánh mắt người khác.
Thuật ngữ scopophobia xuất phát từ tiếng Hy Lạp σκοπέω skopeō, "xem xét, kiểm tra", và φόβος phobos, "sợ hãi". Ophthalmophobia xuất phát từ Hy Lạp ὀφθαλμός ophthalmos, "mắt".

## Lịch sử
Những hội chứng sợ có một lịch sử lâu dài. Khái niệm về ám ảnh xã hội được nhắc đến từ lâu từ khoảng năm 400 TCN. Một trong những tham chiếu đầu tiên về hội chứng sợ bị người khác nhìn là của Hippocrates, người đã nhận xét về một cá nhân quá ngượng ngùng, giải thích rằng một người "yêu bóng tối như ánh sáng" và "nghĩ mọi người đều quan sát anh ta".
Thuật ngữ "ám ảnh xã hội" (phobie sociale) lần đầu tiên được đặt ra vào năm 1903 bởi bác sĩ tâm thần người Pháp Pierre Janet. Ông đã sử dụng thuật ngữ này để mô tả bệnh nhân của mình, người đã thể hiện nỗi sợ khi bị theo dõi hoặc bị nhìn chằm chằm khi họ tham gia vào các hoạt động hàng ngày như nói chuyện, chơi piano hoặc viết.

## Nguyên nhân
Hội chứng sợ bị người khác nhìn là loại khác biệt hoàn toàn trong số các ám ảnh trong đó nỗi sợ bị xem xét được coi là ám ảnh xã hội và ám ảnh cụ thể, bởi vì nó là một sự kiện xảy ra trong một bối cảnh xã hội. Hầu hết các ám ảnh thường rơi vào một trong hai loại hoặc loại kia nhưng hội chứng sợ bị người khác nhìn có thể được đặt trong cả hai. Mặt khác, như với hầu hết các ám ảnh,hội chứng sợ bị người khác nhìn thường phát sinh từ một sự kiện đau thương trong cuộc sống của người đó. Với hội chứng này, có khả năng là người đó đã bị chế nhạo công khai khi còn nhỏ. Ngoài ra, một người mắc hội chứng sợ bị người khác nhìn thường có thể là đối tượng bị nhìn chằm chằm công khai, có thể do khuyết tật về thể chất.
Theo Hiệp hội lo âu xã hội, dữ liệu của chính phủ Hoa Kỳ cho năm 2012 cho thấy lo lắng xã hội ảnh hưởng đến hơn 7% dân số tại bất kỳ thời điểm nào. Kéo dài trong suốt cuộc đời, tỷ lệ phần trăm tăng lên 13%.

## Những triệu chứng liên quan
Mặc dù hội chứng sợ bị người khác nhìn là một chứng rối loạn đơn độc, nhiều cá nhân mắc phải hội chứng này cũng thường gặp các rối loạn lo âu khác. Hội chứng sợ bị người khác nhìn có liên quan đến nhiều nỗi sợ hãi và ám ảnh bất hợp lý khác. Các ám ảnh và hội chứng cụ thể tương tự như hội chứng sợ bị người khác nhìn bao gồm erythrophobia, nỗi sợ bị đỏ mặt (được tìm thấy đặc biệt ở những người trẻ tuổi), và nỗi sợ hãi của động kinh . Hội chứng sợ bị người khác nhìn cũng thường liên quan đến tâm thần phân liệt và các rối loạn tâm thần khác. Nó không được coi là dấu hiệu của các rối loạn khác, nhưng được coi là một vấn đề tâm lý có thể được điều trị một cách độc lập.
Nhà xã hội học Erving Goffman cho rằng việc tránh xa những ánh nhìn bình thường trên đường phố vẫn là một trong những triệu chứng đặc trưng của rối loạn tâm thần ở nơi công cộng. Một hội chứng liên quan, nhưng rất khác nhau với hội chứng sợ bị người khác nhìn, scopophilia, là sự hưởng thụ quá mức của việc nhìn vào các mặt hàng khiêu dâm.

## Triệu chứng và ảnh hưởng
Các cá nhân mắc phải hội chứng sợ bị người khác nhìn thường biểu hiện các triệu chứng trong các tình huống xã hội khi họ chú ý đến các triệu chứng như nói trước công chúng. Một số kích hoạt khác tồn tại để gây ra lo lắng xã hội. Một số ví dụ bao gồm: Được giới thiệu với những người mới, bị chọc ghẹo và/hoặc bị chỉ trích, lúng túng một cách dễ dàng và thậm chí trả lời cuộc gọi điện thoại di động ở nơi công cộng.
Thường thì hội chứng sợ bị người khác nhìn sẽ gây ra các triệu chứng thường gặp với các rối loạn lo âu khác. Các triệu chứng hội chứng sợ bị người khác nhìn bao gồm một cảm giác bất hợp lý của hoảng loạn, cảm giác khủng bố tinh thần, cảm giác sợ hãi, nhịp tim nhanh, khó thở, buồn nôn, khô miệng, run rẩy, lo âu và hay tránh né. Các triệu chứng khác liên quan đến hội chứng sợ bị người khác nhìn có thể là tăng thông khí, căng cơ, chóng mặt, run rẩy không kiểm soát được hoặc run rẩy, và đỏ mắt.